# Kostel Panny Marie Čenstochovské (Żabnica)
Kostel Panny Marie Čenstochovské (polsky: Kościół Matki Bożej Częstochowskiej) je dřevěný kostel v obci Żabnica v gmině Węgierska Górka v okrese Żywiec ve Slezském vojvodství, náleží římskokatolické farnosti Panny Marie Čenstochovské děkanátu Radziechowy diecéze bílsko-żywiecká. Kostel je součástí Stezky dřevěné architektury ve Slezském vojvodství, beskydský okruh a je příkladem beskydského lidového stavitelství.

## Historie
Kostel byl postaven v letech 1910–1914 z iniciativy kněze Jana Figuły, vikáře z farnosti Nanebevzetí Panny Marie v Milówce. Mistrem tesařem byl Jan Kurowski z Kamesznicy, dřevo dodali obyvatelé Żabnice a arcikníže Karel Štěpána Rakousko-Těšínský. Stavba byla ukončena a vysvěcena v roce 1914. V roce 1915 byla přistavěna věž. Farním kostelem se stal až v roce 1918. V letech 1957–1961 byl kostel přestavěn. V roce 1984 byly do oken vloženy vitráže a v roce 1986 byla eternitová střecha pokryta plechem.

## Architektura

### Exteriér
Kostel je orientovaná dřevěná roubená stavba na vysoké podezdívce postavená na půdorysu kříže. Závěr (kněžiště) je trojboký a menší než loď. Přistavěná sakristie na severní straně je patrová. Na bocích lodi jsou dvě boční kaple s oratořemi. K západnímu průčelí byla přistavěna štenýřová věž s kruchtou v patře, zakončená cibulovou plechovou střechou. Kostel má sedlovou střechu krytou měděným plechem a sanktusník s jehlanovou střechou.
Délka kostela je 34 m, šířka 18 m, výška lodi 6,7 m, výška kostela (věž včetně kříže) je 25 m.

### Interiér
V interiéru je plochý kazetový strop, stěny jsou pobity destičkami. Vybavení kostela je novobarokní. Na hlavním oltáři vyrobeném v roce 1914 řezbářem Jarząbkem z Kęt je obraz Panny Marie s dítětem. Boční oltáře jsou zasvěcené svatému Josefu a svaté Anně, ambon, varhany z roku 1966, dřevěné lustry z roku 1965 vyrobil místní řezbář Józef Kupczak. Křížová cesta byla zakoupena ve Wadowicích. Kruchta v západní části kostela je podepřena dvěma dřevěnými sloupy.